# Aibana (Ort)
Aibana ist eine osttimoresische Siedlung im Suco Maumeta (Verwaltungsamt Remexio, Gemeinde Aileu) in Osttimor.

## Geographie
Das Dorf Aibana liegt im Zentrum der Aldeia Aibana auf einem Bergrücken in einer Meereshöhe von 1141 m. Nach Süden hin fällt das Land innerhalb von anderthalb Kilometer auf unter 900 m ab. Hier fließt der Fluss Tatamailiu, fast zwei Kilometer nördlich von Tuqueu der Ai Mera auf einer ähnlichen Meereshöhe. Die Flüsse gehören zum System des Nördlichen Laclós.
Die Straße, die die Siedlung durchquert, führt nach Westen nach Tuqueu, dem Hauptort des Sucos, und nach Osten in die benachbarte Siedlung Aibutihun im Suco Hautoho.